# Jana Lindsey
Jana Lindsey (ur. 18 września 1984) – amerykańska narciarka dowolna. Specjalizuje się w skokach akrobatycznych.
Startowała na Igrzyskach w Turynie. W skokach akrobatycznych zajęła 16. miejsce.
Startowała na Igrzyskach w Vancouver. W skokach akrobatycznych zajęła 17. miejsce.